# Jang Jin-young
Jang Jin-young (ur. 14 czerwca 1974, zm. 1 września 2009 w Seulu) – południowokoreańska  aktorka i modelka
Karierę rozpoczęła w 1992 r.,  jako modelka po wygraniu jednego z konkursów piękności w swoim rodzinnym kraju. Na małym ekranie debiutowała w 1997 r., w miniserialu The Angel in Me, a na dużym po raz pierwszy pojawiła się w 1999 r., w horrorze Jaguimo. Jej pierwszym dużym sukcesem był  film The Foul King z 2000 r. W kolejnych latach pojawiła się w takich produkcjach jak The Siren, Over the Rainbow, Singles czy The Scent of Love, gdzie wcieliła się w pacjentkę, u której zdiagnozowano raka żołądka.  W 2007 r. pojawiła się ponownie na małym ekranie w dramacie Lobbyist.
Za rolę w filmie Shivering otrzymała nagrodę dla najlepszej aktorki na rozdaniu nagród Blue Dragon Film Awards, a następnie nagrodę Korean Film Award dla najlepszej aktorki za rolę w filmie Between Love and Hate.
We wrześniu 2008 r., podczas rutynowych badań  wykryto u niej raka żołądka. W związku z chorobą wycofała się z życia publicznego.